# Prabuty
Prabuty (Duits: Riesenburg) is een stad in het Poolse woiwodschap Pommeren, gelegen in de powiat Kwidzyński. De oppervlakte bedraagt 7,3 km², het inwonertal 8484 (2005).

## Verkeer en vervoer
- Station Prabuty